# クロフォード・グリーンウォルト
クロフォード・ハロック・グリーンウォルト（Crawford Hallock Greenewalt、1902年8月16日 - 1993年9月28日）は、アメリカ合衆国の化学技術者で、デュポン社において、1948年から1962年にかけて社長、1962年から1967年にかけて会長を務めた。

## 経歴
グリーンウォルトは、マサチューセッツ州カミントンに、医師である父フランク・リンジー・グリーンウォルトと、コンサート・ピアニストであった母メアリー・エリザベス（旧姓ハロック）の間の息子として生まれた。その後一家はフィラデルフィアに移り、当地で育ったクロフォードは、ウィリアム・ペン・チャーター・スクールに学び、マサチューセッツ工科大学 (MIT) に進んだ。
1922年に MIT から化学技術分野の理学士 (Bachelor of Science degree in chemical engineering) を得て卒業したが、在学中はフラタニティ組織 Theta Chi のメンバーであった。ちなみに、後年の1951年には、MIT の外郭団体である MIT Corporation の終身会員となり、1977年には名誉会員となっている。
1922年にデュポン社に化学技術者として入社したグリーンウォルトは、フィラデルフィアの工場やデラウェア州ウィルミントンの研究所に勤務した。
グリーンウォルトは、1926年に、デュポン社の第7代社長イレネー・デュポンの娘マーガレッタ (Margaretta)、旧姓デュポン (née Du Pont) と結婚し、やがて、2人の息子たちクロフォード・"グリーニー"・グリーンウォルト・ジュニア（Crawford "Greenie" Greenewalt Jr.、1937年-2012年）とデヴィッド・グリーンウォルト (David Greenewalt) と、娘ナンシー・L・フレデリック (Nancy L. Frederick) をもうけた。息子のクロフォードは、長じてカリフォルニア大学バークレー校の古典考古学の教授となり、サルディスの考古学調査隊のリーダーのひとりになった。デヴィッドは2003年に死去した。
グリーンウォルトはデュポン社において、ナイロンの開発や、原子力計画において中心的な役割を担った。
1942年に取締役となり、1946年には副社長、経営委員会副議長へ昇格、1948年1月19日に45歳で第10代社長となって、経営委員会議長を兼ねた。社長在任中、グリーンウォルトは事業の国際化と新製品の市場への投入を積極的に進め、デュポンの売り上げは2倍以上に拡大し、従業員数も株主数も増加して、事業の多角化や施設の拡充が進められた。1962年8月20日に社長を退いた後は、取締役会会長、財務委員会議長となり、前者は1967年まで、後者は1973年までその任にあった。
広範囲に及んだグリーンウォルトの関心領域には、友人のハロルド・E・"ドク"・エジャートンを介して関心を持つようになった鳥類学や高速度撮影にも及んでいた。グリーンウォルトは1960年に、ハチドリを高速度撮影した写真70点を収めた書籍を出版した。また、1968年には『Bird Song: Acoustics and Physiology』（「鳥の歌：音響学と生理学」の意）と題した書籍を出版した。
彼は、脳卒中に倒れた翌日、デラウェア州ウィルミントンで死去した。

## 顕彰
1959年にアメリカ化学者協会ゴールドメダル、1962年にアメリカエンジニアリング協会（United Engineering Societies）よりジョン・フリッツ・メダル、1991年には、デュポン社が選定するラヴォアジエ・メダル (Lavoisier Medal) を授与された。アメリカ哲学会の会長も務め、1990年に同協会からベンジャミン・フランクリン・メダルを受賞した。
アトミック・ヘリテージ財団が制作した映画『The Uncommon Man: Crawford H. Greenewalt』は、グリーンウォルトを主題としている。